# Diocèse de Jamaïque et des îles Caïmans
Le diocèse de Jamaïque et des îles Caïmans est une juridiction de la Communion anglicane couvrant le territoire de la Jamaïque et des îles Caïmans. Il relève de l'Église dans la province des Antilles. Son siège est à la cathédrale de Saint-Jago-de-la-Vega à Spanish Town et l'actuel titulaire du siège épiscopal est Howard Gregory.

## Historique
Les premiers pasteurs anglicans arrivent en Jamaïque en 1664, date à laquelle l'île est divisée en sept paroisses. La première église, Sainte-Catherine, est construite entre 1661 et 1664 à Spanish Town, sur le site de l'ancienne église espagnole de la Croix-Rouge, qui avait été détruite par les combats entre 1655 et 1660. D'autres églises suivent dans les différentes paroisses de l'île. Ces paroisses sont sous la juridiction officielle de l'évêque de Londres, mais dans la réalité ce sont les grands propriétaires esclavagistes et l'administration coloniale qui dirigent les paroisses.
Le diocèse de Jamaïque est fondé en 1824 et sa juridiction couvre alors les Bahamas et le Honduras britannique. Le premier évêque Christopher Lipscomb est nommé pour rétablir la liberté de l’'Église face aux autorités locales, il est consacré le 15 février 1825. Il démissionne de son siège en 1842 et c'est Aubrey Spencer qui lui succède jusqu'en 1855.
En 1861, le diocèse de Nassau est érigé pour couvrir les Bahamas. En 1883, c'est le diocèse de Belize qui est érigé.

## Liens extérieurs
- Site officiel du diocèse de Jamaïque et des îles Caïmans